# Asciaporrecta
Asciaporrecta är ett släkte av hjuldjur som beskrevs av de Smet 2006. Asciaporrecta ingår i familjen Asciaporrectidae.
Asciaporrecta är enda släktet i familjen Asciaporrectidae.
Kladogram enligt Catalogue of Life och Dyntaxa:
| Asciaporrecta | \| \| Asciaporrecta arcellicola \| \| \| \| \| \| Asciaporrecta difflugicola \| \| \| \| \| \| Asciaporrecta hyalina \| \| \| \| |
|               | \| \| Asciaporrecta arcellicola \| \| \| \| \| \| Asciaporrecta difflugicola \| \| \| \| \| \| Asciaporrecta hyalina \| \| \| \| |
|               | Asciaporrecta arcellicola |
|               | |
|               | Asciaporrecta difflugicola |
|               | |
|               | Asciaporrecta hyalina |
|               | |